# Genale
Genale è una località della Somalia sul basso corso del fiume Uebi Scebeli, praticamente nel punto in cui il fiume raggiunge la sua minore distanza dal mare.

## Storia
Genale fu creata nel 1924 da un gruppo di coloni italiani originari dall'area di Torino.
Durante il periodo coloniale italiano fu il centro di una vasta zona di concessioni agricole di circa 20.000 ettari per la coltivazione del banano, del cotone e di altre sussidiarie. Le banane venivano commercializzate dalla Regia Azienda Monopolio Banane (abbreviata in RAMB) che aveva, appunto, il monopolio dell'esportazione verso l'Italia, concesso allo scopo di salvaguardare la produzione di banane della Somalia sul mercato italiano. Di conseguenza, fino agli anni cinquanta tutte le banane consumate in Italia provenivano dal comprensorio di Genale.
La coltivazione fu resa possibile da una grande diga di sbarramento del fiume Uebi Scebeli e da una vasta rete di canali costruiti tra il 1924 e il 1926. Data l'importanza del comprensorio esso venne eretto, dal punto di vista amministrativo, in Vicecommissariato di Genale con capoluogo Vittorio d'Africa (attualmente Scialambod), dove si accentravano anche le attività industriali per la trasformazione dei prodotti agricoli.
Il centro di Genale si trova a pochi chilometri nell'entroterra della città di Merca che costituisce il suo sbocco sul mare. Durante il periodo dell'A.F.I.S. (Amministrazione fiduciaria italiana della Somalia) negli anni 1950-60 il Consorzio dei concessionari italiani venne trasformato in una cooperativa di coltivatori somali ed italiani la cui opera è andata perduta durante il lungo periodo della guerra civile somala.